# 해부학 용어
해부학 용어(Anatomical terminology)는 과학 학술지(scientific journal)와 전공서적 등에서 해부학자, 의사, 동물학자 등에 의해 사용되는 해부학에 관한 전문 용어이다.
한국어 해부학 용어는 대한해부학회에서 정한다.
하지만 환자를 직접 진료하는 임상의학쪽 의사들은 예전부터 써오던 일본식 한자어로 된 명칭을 더 선호한다. 현재는 한자어로 된 이름에서 한국어로 된 이름으로 넘어가는 과도기라 둘 중 하나만 알면 한국인 전공자끼리도 의사 소통이 잘 되지 않는 경우가 있어 영어로 된 명칭도 같이 사용한다.
예를 들면 상완이두근과 위팔두갈래근과 biceps brachii muscle은 같은 근육을 일컫는 말이다. 또 다른 예를 들자면 부리돌기의 한자어인 오훼돌기와 영어인 coracoid process가 있다.
KMLE 의학검색엔진에서 "대한의협 의학용어 사전"과 "대한해부학회 의학용어 사전"을 검색할 수 있다.

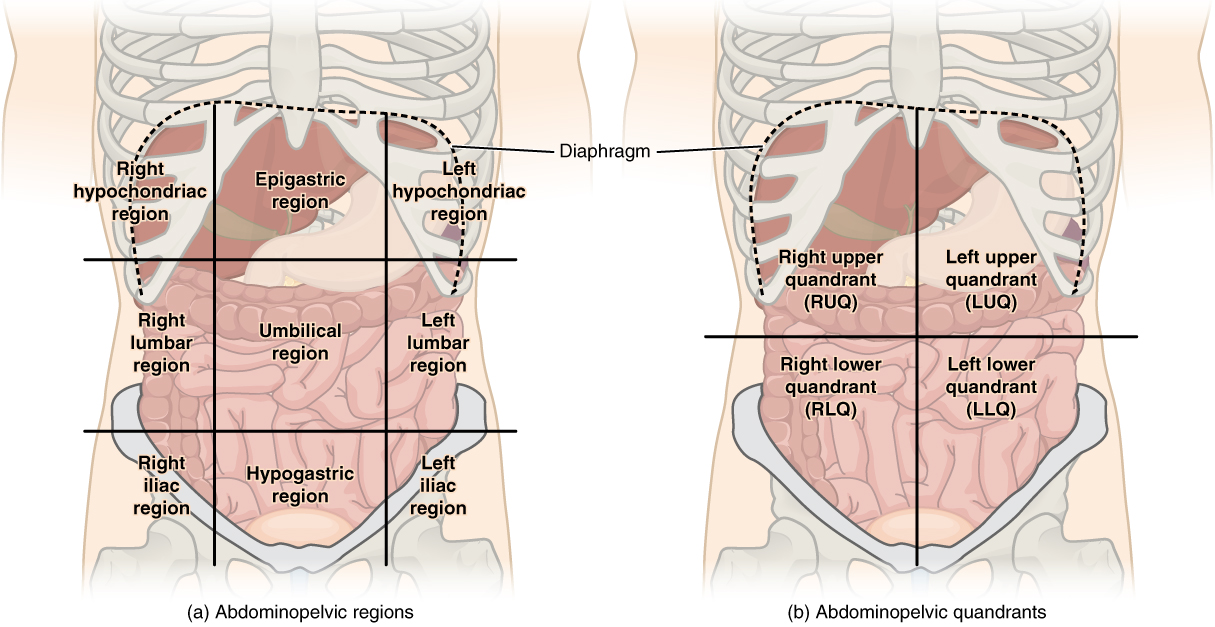
복부가 통증의 위치를 지시하기 위한 예시로 사용된다.

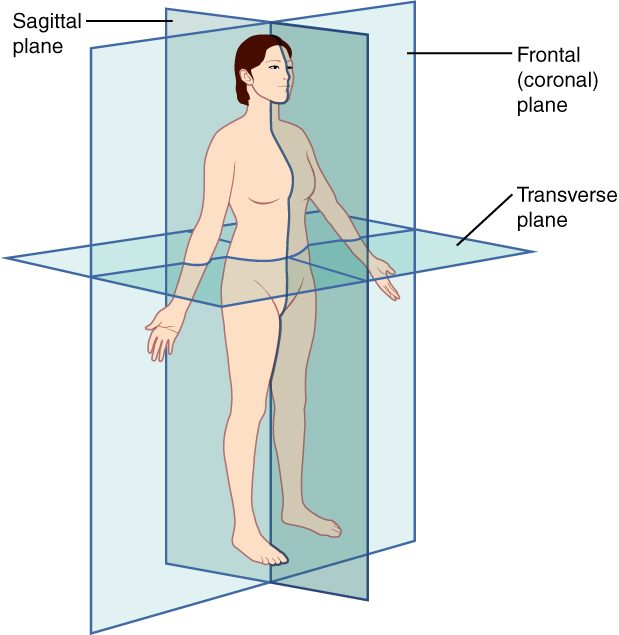
신체에 대한 세 개의 해부학적 판: 시상면(sagittal), 가로면 또는 수평면(transverse 또는 horizontal), 이마면 또는 관상면(frontal planes 또는 Coronal planes)

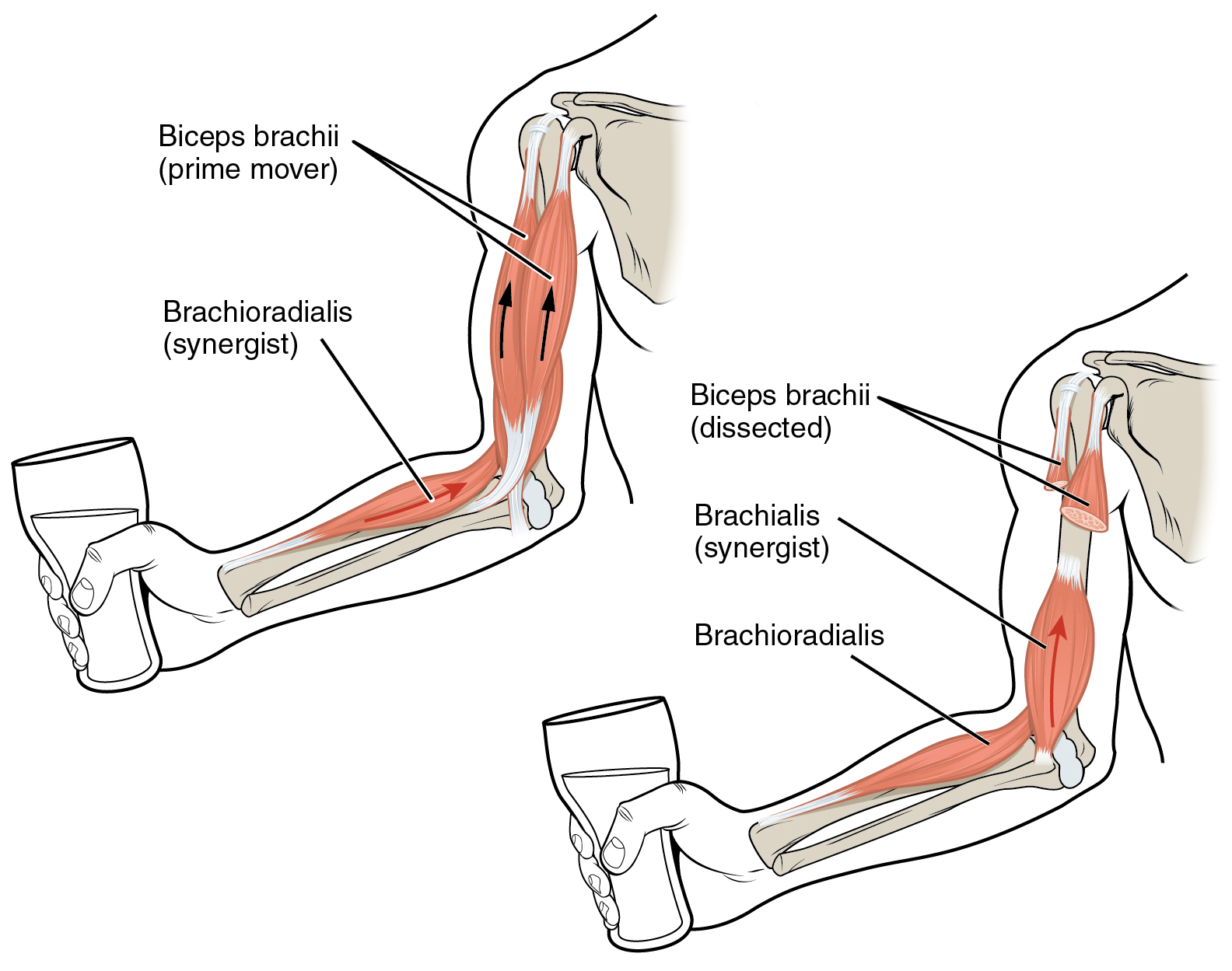
위팔두갈래근(biceps brachii)이 아래팔을 구부린다. 위팔 위팔두갈래근 깊숙히 위치한 위팔노근(brachioradialis)과 위팔근(brachialis)은 아래팔에서 이 운동을 도와주는 협동근(공력근, synergist)이다.

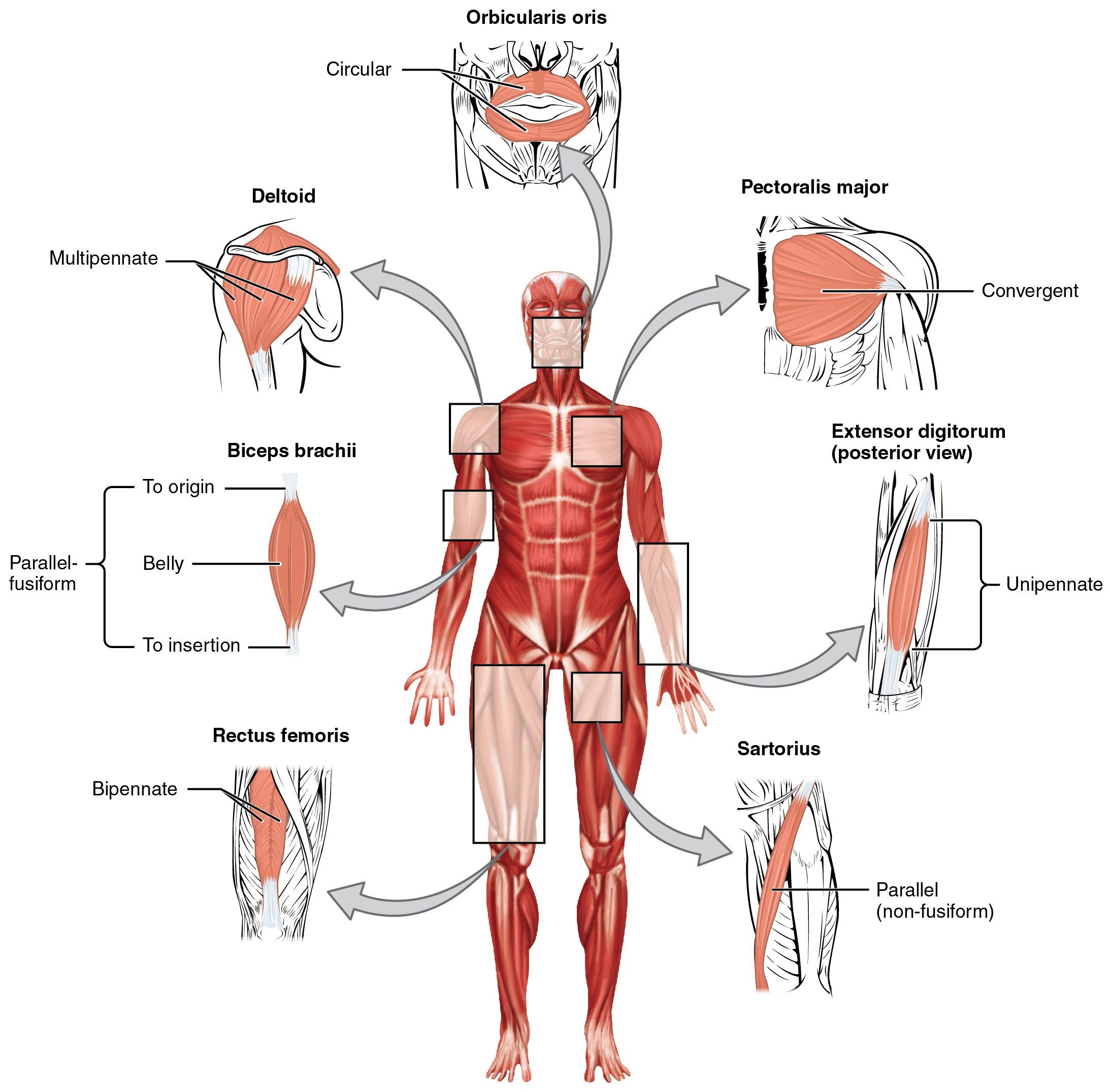
신체의 골격근은 일반적으로 일곱 가지 다른 모양으로 나뉜다. 이 그림은 인체의 주요 근육 그룹을 보여준다.

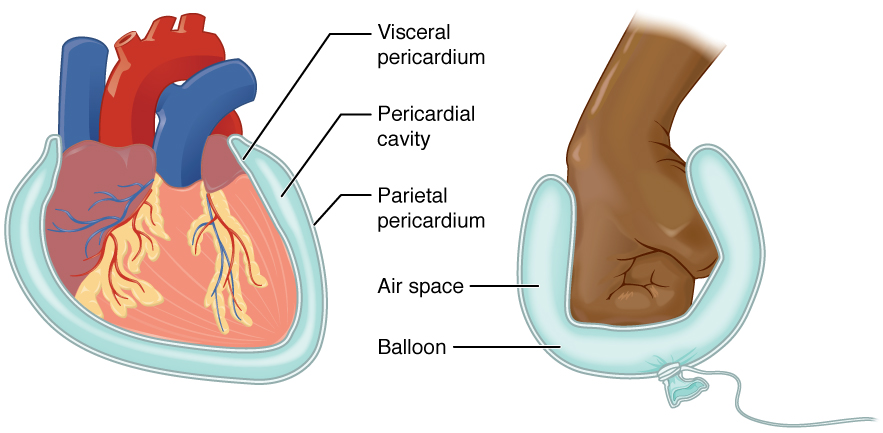
장막(Serous membrane)

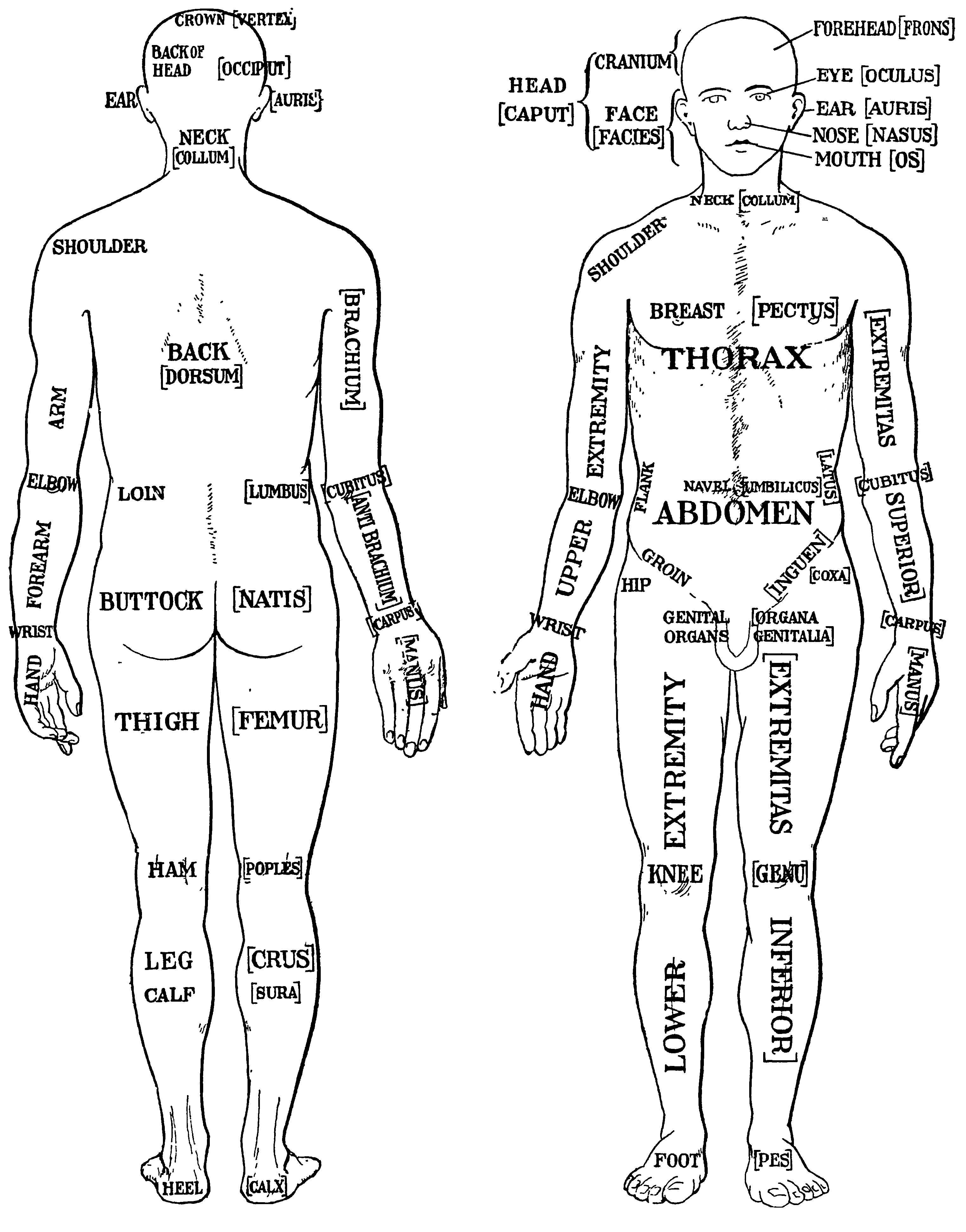
인체의 부분에 대한 용어를 보여주고 있다.

## 해부학 용어
|                                        |
| 인체의 부분들을 지시하는 해부학적 부위 |

|                                    |
| 해부학적 위치(anatomical position) |

## 같이 보기
- 운동에 대한 해부학 용어(Anatomical terms of motion)
- 위치에 대한 해부학 용어(Anatomical terms of location)
- 근육에 대한 해부학 용어
- 의학 용어
- 인체골격
- 인체 뼈 목록
- 인체 근육 목록
- 인체 혈관
- 신경해부학의 해부학 용어
- KMLE (의학 검색 엔진)

## 참고 자료
- 대한해부학회 해부학용어자료집